# J!Research
J!Research es un componente para Joomla! 1.5 CMS que permite la administración de trabajo científico como publicaciones, proyectos, tesis de grado, entre otras, categorizados por área de investigación. Está orientado a investigadores universitarios y centros de investigación que utilizan Joomla! o planean adoptarlo para publicar su trabajo. J!Research es software libre y código abierto liberado bajo los términos de la licencia GPL versión 2.

## Acerca de J!Research
J!Research es una extensión para Joomla! diseñada para organizar el trabajo de centros de investigación. Fue desarrollada como parte del programa Google Summer of Code 2008 y desde entonces ha sido mantenido por el autor y una pequeña comunidad de desarrolladores y usuarios. Sus funcionalidades incluyen:
- Administración de proyectos, áreas de investigación, tesis de grado, publicaciones, miembros, equipos y colaboraciones.
- Citado de publicaciones en línea y generación automática de bibliografía.
- Soporte para los siguientes estilos de citado: APA, MLA, IEEE, Chicago, CSE and Vancouver.
- Exportación e importación de publicaciones en los formatos Bibtex, MODS y RIS.

## Desarrollo
La última versión estable es la 1.2.1 liberada en septiembre del 2010. Se ha planificado el desarrollo de una versión 2.0 que incluirá, entre otras características, soporte para Joomla! 1.6.